# The Lex Diamond Story
Albums de Raekwon
Immobilarity
(1999) Only Built 4 Cuban Linx... Pt. II
(2009)
The Lex Diamond Story est le troisième album studio de Raekwon, sorti le 16 décembre 2003.
L'album s'est classé 18e au Top R&B/Hip-Hop Albums et 102e au Billboard 200.

## Liste des titres
| No  | Titre                                                                                       | Contient un (des) sample(s) de                                      | Durée |
| --- | ------------------------------------------------------------------------------------------- | ------------------------------------------------------------------- | ----- |
| 1.  | The Lex Diamond Intro                                                                       |                                                                     | 1:03  |
| 2.  | Pit Bull Fights (featuring Polite – Produit par Mizza)                                      | I Can Sing a Rainbow/Love Is Blue des Dells                         | 2:02  |
| 3.  | Hitman Salary (Skit)                                                                        |                                                                     | 0:10  |
| 4.  | King of Kings (featuring Havoc – Produit par Crummie Beats)                                 | Masterpiece des Temptations                                         | 3:50  |
| 5.  | Missing Watch (featuring Ghostface Killah et Polite – Produit par Mizza)                    | Upon This Rock de Joe Farrell                                       | 3:25  |
| 6.  | All Over Again (Produit par Mercury)                                                        | Start All Over Again des Delfonics                                  | 3:34  |
| 7.  | Clientele Kidd (featuring Fat Joe, Ghostface Killah et Polite – Produit par Andy C)         |                                                                     | 3:53  |
| 8.  | Smith Bros (Produit par Smith Bros.)                                                        |                                                                     | 4:16  |
| 9.  | Restaurant (Skit)                                                                           |                                                                     | 2:08  |
| 10. | Robbery (featuring Ice Water Inc. – Produit par Emile)                                      |                                                                     | 3:50  |
| 11. | Fuck You (Skit)                                                                             |                                                                     | 0:25  |
| 12. | Pa-Blow Escablow (featuring Polite – Produit par Zephlon)                                   |                                                                     | 3:09  |
| 13. | Musketeers of Pig Alley (featuring Masta Killa et Inspectah Deck – Produit par Brutal Bill) | Let a Woman Be a Woman - Let a Man Be a Man de Dyke and the Blazers | 3:06  |
| 14. | Ice Cream Pt. 2 (featuring Method Man et Cappadonna – Produit par DJ Khalil)                |                                                                     | 3:44  |
| 15. | The Hood (featuring Tiffany Villarreal – Produit par Ez Elpee)                              | Stares and Whispers de Renée Geyer                                  | 3:48  |
| 16. | Wild Chimpanzees (Skit)                                                                     |                                                                     | 1:59  |
| 17. | Planet of the Apes (featuring Capone, Sheek Louch et Polite – Produit par Hangmen 3)        |                                                                     | 4:28  |
| 18. | Wild in da Club (featuring Ultra et Ice Water Inc. – Produit par Punch)                     |                                                                     | 4:05  |
| 19. | Once Upon a Time (featuring Tekitha – Produit par Spontaneous)                              |                                                                     | 5:05  |
| 20. | Lex Diamond Story Outro                                                                     |                                                                     | 1:18  |